# TVR2
TV2 (Televiziunea Română) est la deuxième chaîne de la Société roumaine de télévision (TVR), de service public et à vocation régionale.

## Histoire
Elle a été inaugurée le 2 mai 1968 sous le nom de Programul 2 – La Deux.
Au début, elle diffusait seulement un jour par semaine (le jeudi), puis deux jours par semaine et, à partir du 20 juillet 1968, trois jours par semaine.
L’année 1972 apporte à La Deux un programme de deux à trois heures par jour, du lundi au samedi et presque toute la journée le dimanche. La couverture restait par contre précaire : seulement 15 % du territoire pouvait recevoir le programme.
En 1985, par ordre du couple dictatorial Ceauşescu qui conduisait la Roumanie à cette époque, TV2 est fermée.
Après la révolution de décembre 1989, elle recommence à émettre début février 1990. Pendant les élections du 20 mai 1990, sa diffusion est de nouveau arrêtée pour quelques jours, afin « de permettre aux électeurs de suivre attentivement la campagne électorale », selon la direction de TVR à l'époque.
C'est seulement après un investissement massif en équipement de diffusion que TVR2 a réussi, au milieu des années 2000, trente-cinq ans après son ouverture, à couvrir un peu plus de 96 % du territoire de la Roumanie en analogique.
En 2002, TVR 2 est la première chaîne publique qui diffuse ses programmes en continu.

## Programmes
À ce jour, c'est une chaîne qui se rapproche de France 3, formée par les émissions des studios régionaux et centraux (Valachie - Dobroudja, Banat, Transylvanie, Moldavie et Olténie).
Les studios régionaux diffusent le matin et l'après-midi (entre 16h30 et 18h30) un programme adressé aux régions respectives, le reste des émissions étant produit par les studios centraux. À 18 heures, tous les studios régionaux diffusent leur propre journal régional d'une demi-heure.
Le journal principal de la journée s'appelle Ora de Știri (L'heure de l'info), avec un contenu généraliste transmis tous les soirs à 22h00.